# Franjo Jelačić
Franjo Jelačić Bužimski (en anglès: Francis Yellachich of Buzhim o en alemany: Franz Jellačić von Buzim, també Franz Jellachich de Buzim), (14 d'abril de 1746 – 4 de febrer de 1810), fou un noble de Croàcia, un membre de la Casa de Jelačić. Començà el seu servei a l'exèrcit Habsburg com a oficial d'infanteria Grenz, lluità contra els otomans turcs, i va ser ascendit al títol d'oficial general durant les guerres revolucionàries franceses. Per dues vegades va dirigir les forces independents en les guerres napoleòniques, amb resultats negatius. Va ser Titular (Inhaber) d'un regiment d'infanteria austríaca des 1802 fins a la seva mort.

### Material imprès
- Bowden, Scotty & Tarbox, Charlie. Armies on the Danube 1809. Arlington, Texas: Empire Games Press, 1980.
- Chandler, David. Dictionary of the Napoleonic Wars. Nova York: Macmillan, 1979. ISBN 0-02-523670-9
- Pivka, Otto von. Armies of the Napoleonic Era. New York: Taplinger Publishing, 1979. ISBN 0-8008-5471-3
- Smith, Digby. The Napoleonic Wars Data Book. London: Greenhill, 1998. ISBN 1-85367-276-9

### A Internet
- napoleon-series.org Regiments d'Infanteria d'Àustria per Stephen Millar
- napoleon-series.org Generals Austríacs: Franz Jellacic per Digby Smith, compilat per Leopold Kudrna